# 692 a.C.

## Eventos
- 22a olimpíada:  Pântacles de Atenas, vencedor do estádio. Ele havia vencido na olimpíada anterior.[1]